# Eurythmics
Az Eurythmics egy angol new wave együttes volt Londonból. Az együttest 1980-ban alapította Annie Lennox skót énekesnő és zeneszerző, valamint David A. Stewart angol zeneszerző. Legnagyobb sikert hozó albumuk az 1983 januárjában megjelent Sweet Dreams (Are Made of This), amely szerepel az 1001 lemez, amit hallanod kell, mielőtt meghalsz című könyvben. A szintén 1983-as Touch című albumuk pedig szerepel a Rolling Stone magazin 2012-ben kiadott Minden idők 500 legjobb albuma listáján. Az album első dala, „Here Comes the Rain Again”, örökzöld slágerré vált. Az együttes első nagylemezén még a new wave és post-punk műfajokban játszott, majd a második albumukkal kezdve a könnyebben befogadható, kommerszebb pop/pop-rock/dance rock műfajokra váltottak.

## Diszkográfia
- In the Garden (1981)
- Sweet Dreams (Are Made of This) (1983)
- Touch (1983)
- 1984 (For the Love of Big Brother) (1984)
- Be Yourself Tonight (1985)
- Revenge (1986)
- Savage (1987)
- We Too Are One (1989)
- Peace (1999)

## Fordítás
- Ez a szócikk részben vagy egészben  az   Eurythmics című angol Wikipédia-szócikk fordításán alapul.  Az eredeti cikk szerkesztőit annak laptörténete sorolja fel. Ez a jelzés csupán a megfogalmazás eredetét és a szerzői jogokat jelzi, nem szolgál a cikkben szereplő információk forrásmegjelöléseként.